# هامبدين (مين)
هامبدين (بالإنجليزية: Hampden, Maine)‏ هي منطقة سكنية تقع في الولايات المتحدة في مقاطعة بينوبسكوت (مين). يقدر عدد سكانها بـ 7,257 نسمة ومساحتها 100.60 كم2 وترتفع عن سطح البحر 33 متر.

## التركيبة السكانية
قام مكتب تعداد الولايات المتحدة بتحديد بيانات التركيبة السكانية لهامبدين في تعداد الولايات المتحدة. في ما يلي، التركيبة السكانية حسب تعدادي 2000 و2010.

### تعداد عام 2000
بلغ عدد سكان هامبدين 6,327 نسمة بحسب تعداد عام 2000، وبلغ عدد الأسر 2,433 أسرة وعدد العائلات 1,802 عائلة مقيمة في البلدة. في حين سجلت الكثافة السكانية 166.1 نسمة لكل ميل مربع (64.1/كم2). وبلغ عدد الوحدات السكنية 2,545 وحدة بمتوسط كثافة قدره 66.8 نسمة لكل ميل مربع (25.8/كم2).
وتوزع التركيب العرقي للبلدة بنسبة 97.91% من البيض و 0.35% من الأمريكيين الأصليين و 0.63% من الأمريكيين ذوي الأصول الآسيوية و 0.40% من الأمريكيين الأفارقة و 0.54% من عرقين مختلطين أو أكثر.
بلغ عدد الأسر 2,433 أسرة كانت نسبة 37.2% منها لديها أطفال تحت سن الثامنة عشر تعيش معهم، وبلغت نسبة الأزواج القاطنين مع بعضهم البعض 61.7% من أصل المجموع الكلي للأسر، ونسبة 9.6% من الأسر كان لديها معيلات من الإناث دون وجود شريك، وكانت نسبة 25.9% من غير العائلات. وبلغ متوسط حجم الأسرة المعيشية 3.01، أما متوسط حجم العائلات فبلغ 2.60.
وكانت نسبة 27.1% من القاطنين تحت سن الثامنة عشر، وكانت نسبة 6.1% بين الثامنة عشر والأربعة وعشرون عاماً، ونسبة 29.2% كانت واقعةً في الفئة العمرية ما بين الخامسة والعشرون حتى والأربعة وأربعون عاماً، ونسبة 26.9% كانت ما بين الخامسة والأربعون حتى الرابعة والستون،
بلغ متوسط دخل الأسرة في البلدة 53,377 دولار، أما متوسط دخل العائلة فبلغ 61,321 دولار. وكان متوسط دخل الذكور 45,775 دولار مقابل 29,183 دولار للإناث. وسجل دخل الفرد الخاص بالبلدة 26,498 دولار. وكانت نسبة 3.0% من العائلات ونسبة 3.5% من السكان تحت خط الفقر،

### تعداد عام 2010
بلغ عدد سكان هامبدين 7,257 نسمة بحسب تعداد عام 2010، وبلغ عدد الأسر 2,862 أسرة وعدد العائلات 2,053 عائلة مقيمة في البلدة. في حين سجلت الكثافة السكانية 191.3 نسمة لكل ميل مربع (73.9/كم2). وبلغ عدد الوحدات السكنية 3,030 وحدة بمتوسط كثافة قدره 79.9 لكل ميل مربع (30.8/كم2).
وتوزع التركيب العرقي للبلدة بنسبة 96.8% من البيض و 0.6% من الأمريكيين الأصليين و 0.8% من الأمريكيين ذوي الأصول الآسيوية و 0.5% من الأمريكيين الأفارقة و 1.1% من عرقين مختلطين أو أكثر.
بلغ عدد الأسر 2,862 أسرة كانت نسبة 35.4% منها لديها أطفال تحت سن الثامنة عشر تعيش معهم، وبلغت نسبة الأزواج القاطنين مع بعضهم البعض 58.4% من أصل المجموع الكلي للأسر، ونسبة 9.6% من الأسر كان لديها معيلات من الإناث دون وجود شريك، بينما كانت نسبة 3.8% من الأسر لديها معيلون من الذكور دون وجود شريكة وكانت نسبة 28.3% من غير العائلات. تألفت نسبة 21.5% من أصل جميع الأسر من أفراد ونسبة 8.2% كانوا يعيش معهم شخص وحيد يبلغ من العمر 65 عاماً فما فوق. وبلغ متوسط حجم الأسرة المعيشية 2.95، أما متوسط حجم العائلات فبلغ 2.53.
بلغ العمر الوسطي للسكان 40.8 عاماً. وكانت نسبة 24.6% من القاطنين تحت سن الثامنة عشر، وكانت نسبة 6.5% بين الثامنة عشر والأربعة وعشرون عاماً، ونسبة 25.1% كانت واقعةً في الفئة العمرية ما بين الخامسة والعشرون حتى والأربعة وأربعون عاماً، ونسبة 30.9% كانت ما بين الخامسة والأربعون حتى الرابعة والستون، ونسبة 13% كانت ضمن فئة الخامسة والستون عاماً فما فوق. وتوزع التركيب الجنسي للسكان بنسبة 49.6% ذكور و50.4% إناث.